# 356
| [ Edytuj tabelę ] |                                         |
| Król Aksum        | - 320 Ezana 360                         |
| Władca Guptów     | - 330 Samudragupta 375                  |
| Władca Korei      | - 331 Kogugwŏn 371                      |
| Papież            | - 352 Liberiusz 366 - 355 Feliks II 365 |
| Król Persji       | - 309 Szapur II 379                     |
| Cesarz Rzymu      | - 337 Konstancjusz II 361               |

Rok 356 / CCCLVI
stulecia: III wiek ~
IV wiek ~
V wiek

lata: 346 «
351 «
352 «
353 «
354 «
355 «
356
» 357
» 358
» 359
» 360
» 361
» 366

## Wydarzenia
- Cesarz rzymski Konstancjusz II wysłał pod dowództwem Juliana ekspedycję na Alemanów.
- Bitwa pod Reims, rzymskie legiony zostały zaskoczone przez Alamanów i z trudem się wybroniły.
- Bitwa pod Brotomagum, Rzymianie Juliana pobili Alamanów.
- Biskup Hilary został wygnany z Poitiers.

## Urodzili się
- Jan II z Jerozolimy, biskup (zm. 417).

## Zmarli
- Antoni Wielki, egipski pustelnik, jeden z twórców anachoretyzmu (ur. 251?).
- Protazy, biskup.
- Wetranion, magister militum za cesarza Konstansa.